# Васильев, Павел Юрьевич
Па́вел Ю́рьевич Васи́льев (род. 2 июля 1970) — российский легкоатлет, специалист по спортивной ходьбе. Выступал за сборную России по лёгкой атлетике в 1990-х годах, бронзовый призёр Кубка Европы в командном зачёте, призёр первенств всероссийского значения. Представлял Нижегородскую область.

## Биография
Павел Васильев родился 2 июля 1970 года. Занимался лёгкой атлетикой в Нижнем Новгороде, выступал за физкультурно-спортивное общество профсоюзов.
Впервые заявил о себе в сезоне 1993 года, когда выступил в ходьбе на 30 км на зимнем чемпионате России в Адлере — на финише показал время 2:13:15, попав в число сильнейших российских спортсменов в данной дисциплине.
Наивысших успехов в своей спортивной карьере добился в апреле 1996 года. На открытом зимнем чемпионате России по спортивной ходьбе в Адлере с результатом 2:07:00 завоевал бронзовую награду в дисциплине 30 км, уступив только москвичам Михаилу Щенникову и Олегу Трошину. Попав в состав российской сборной, выступил на Кубке Европы по спортивной ходьбе в Ла-Корунье — с личным рекордом 4:07:56 финишировал восьмым в личном зачёте 50 км и тем самым помог соотечественникам стать бронзовыми призёрами командного зачёта.
Впоследствии больше не показывал значимых результатов на крупных международных стартах.